# Eucorydia westwoodi
Eucorydia westwoodi är en kackerlacksart som först beskrevs av Gerstaecker 1861.  Eucorydia westwoodi ingår i släktet Eucorydia och familjen Polyphagidae. Inga underarter finns listade i Catalogue of Life.